# زولیشاو
زولیشاو (به آلمانی: Söllichau) یک منطقهٔ مسکونی در آلمان است که در باد اشمیدبرگ واقع شده‌است. زولیشاو ۹۱۷ نفر جمعیت دارد.